# (473031) 2015 HR69
(473031) 2015 HR69 es un asteroide perteneciente al cinturón de asteroides, descubierto el 3 de febrero de 2009 por el equipo del Mount Lemmon Survey desde el Observatorio del Monte Lemmon, Arizona, Estados Unidos.

## Designación y nombre
Designado provisionalmente como 2015 HR69.

## Características orbitales
2015 HR69 está situado a una distancia media del Sol de 3,095 ua, pudiendo alejarse hasta 3,535 ua y acercarse hasta 2,655 ua. Su excentricidad es 0,142 y la inclinación orbital 2,359 grados. Emplea 1989 días en completar una órbita alrededor del Sol.

## Características físicas
La magnitud absoluta de 2015 HR69 es 16,9.